# Lamberto Iranzo
Lamberto Iranzo (o Yranzo) fue un grabador español del siglo XIX.

## Biografía
Grabador natural de Madrid, fue discípulo de la Escuela de Arquitectura. En la Exposición de Bellas Artes celebrada en Madrid en 1862 presentó, grabado en acero, el Gabinete de Lindaraja en la Alhambra. En la de 1864, Detalles del testero de la mezquita del Harem en la Alhambra. Estuvo encargado, junto a Pérez Baquero, de varios grabados de la obra Monumentos arquitectónicos de España, siendo nombrado en enero de 1868 caballero de la Orden española de Carlos III, a propuesta de la comisión directora de dicha obra.